# Trôm

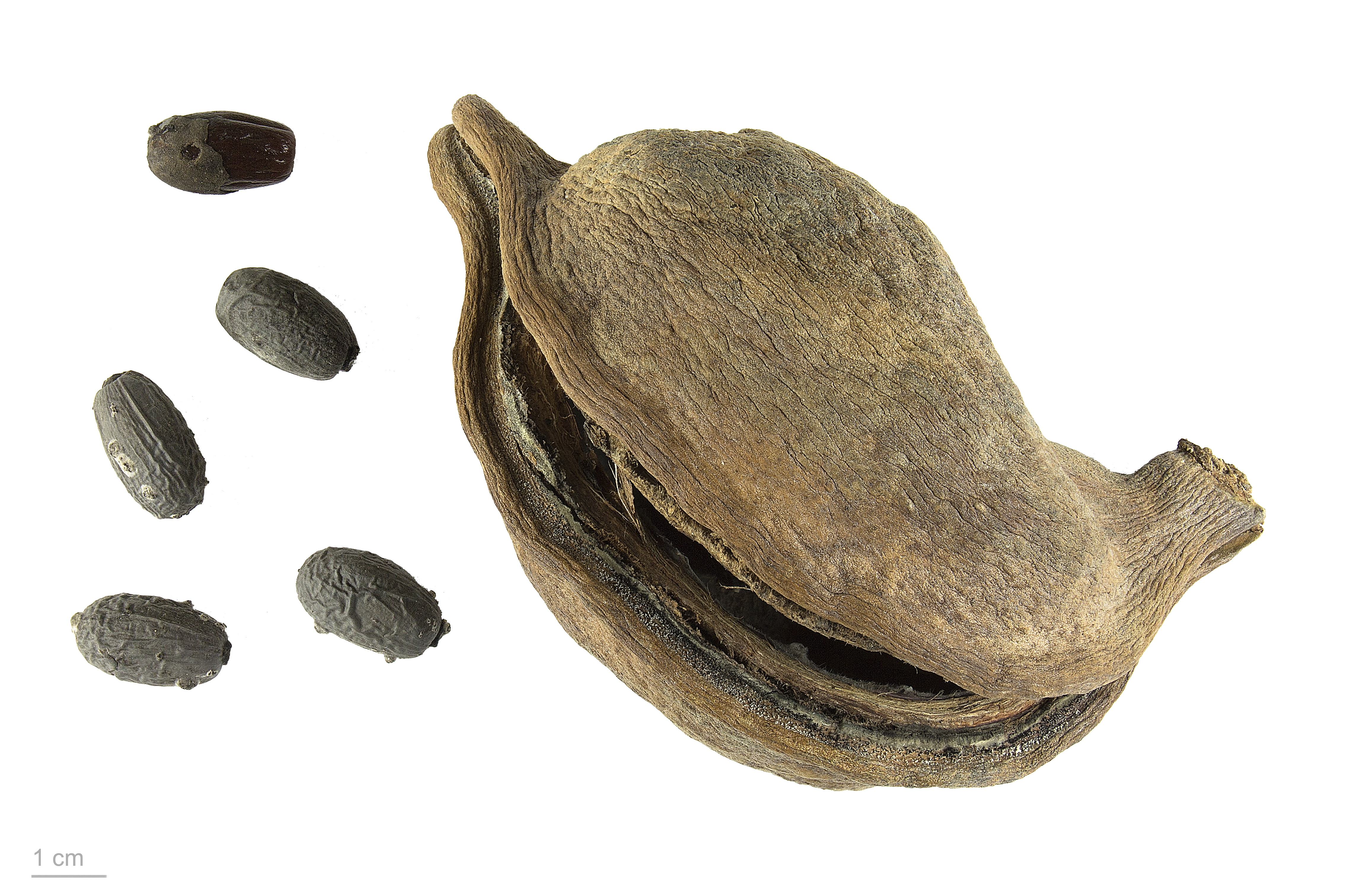
Sterculia foetida

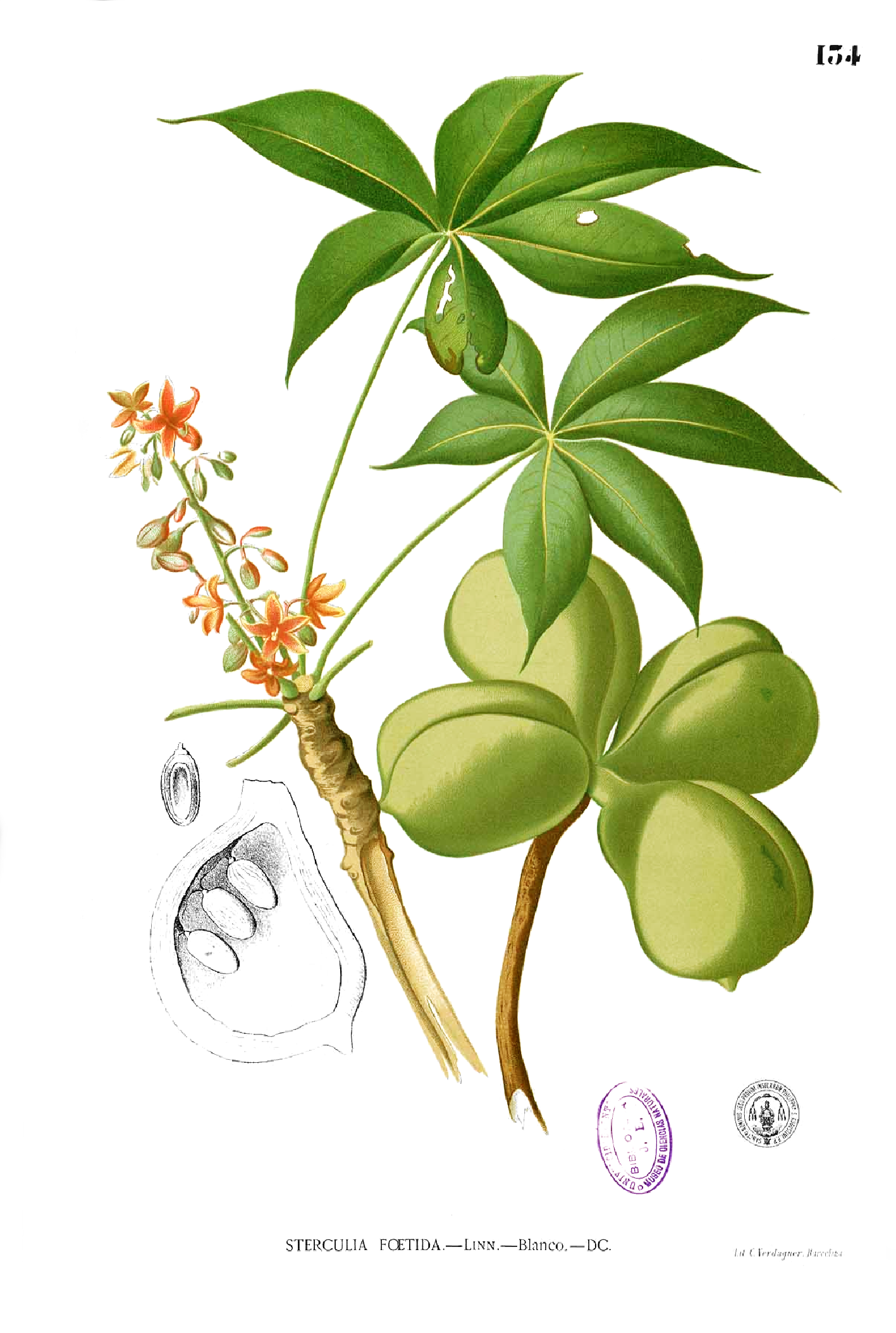
Trôm

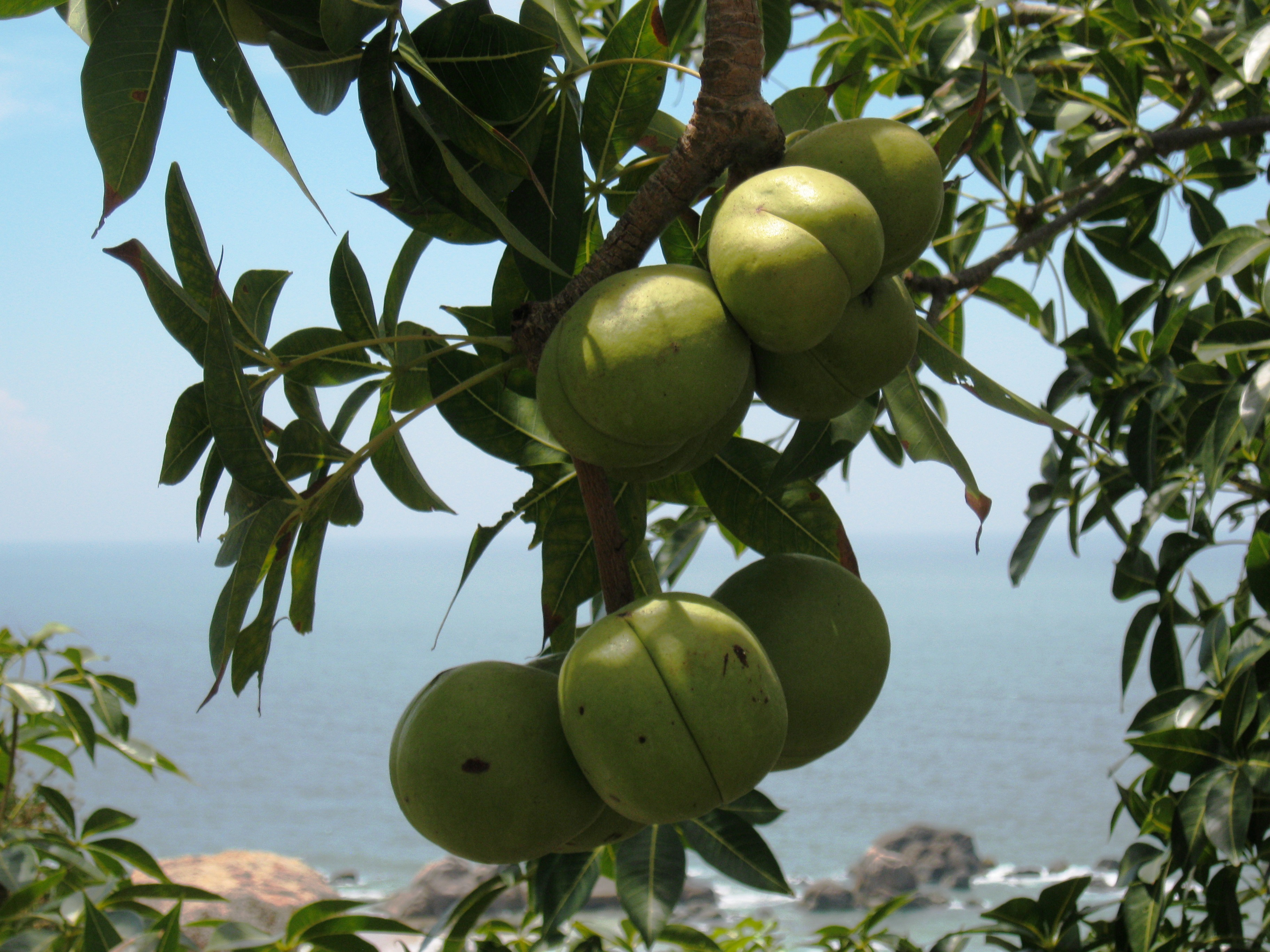
Trái trôm ở Việt Nam

Trôm (danh pháp hai phần: Sterculia foetida) là một loài thực vật thuộc chi Trôm trong họ Trôm. Loài này được Carl von Linné miêu tả khoa học đầu tiên năm 1753. Đây là một cây với lá chẻ ra hoa có mùi hôi ít. Loài này có nguồn gốc tự nhiên ở vùng nhiệt đới trên thế giới như Ấn Độ, Pakistan, Sri Lanka, Miến Điện, Indonesia, Malaysia, Panama, Trung Quốc, Úc, Thái Lan, Philippines, Senegal, Sudan và Việt Nam. Nó có thể được trồng ở các khu vực nhiệt đới khác.

## Mủ trôm
Mủ trôm, hay còn gọi là nhựa trôm, là dịch tiết ra từ cây trôm. Nhựa trôm là một hợp chất polysaccharide cao phân tử, khi thủy phân sẽ cho ra các đường D-galactose, L-rhamnose và acid D-galacturonic, một vài chất chuyển hóa acetylat và trimethylamin. Nhựa trôm còn chứa khoảng 37% uronic acid, nhiều khoáng tố như calcium và muối magnesium. Khi ngâm trong nước lạnh với tỉ lệ thấp (4-5%) nhựa trôm sẽ trở thành dạng keo. Mủ trôm có màu trắng, dạng thạch đặc, vón thành từng cục như sương sa. Tại Việt Nam, mủ trôm được sử dụng cho mục đích giải khát như một thức uống có vị thuốc.
Ngoài ra, nhờ tính dính nên nhựa trôm thường được dùng làm chất để kết dính trong ngành dược và kỹ nghệ.

### Thành phầndinh dưỡng(/100g)
- Ca: 101,06 mg
- Zn: 0,29 mg
- Na:5,27 mg
- K: 297,01 mg

### Tính chất
Mủ trôm được sử dụng làm thức uống giải khát, giải độc và chống táo bón do có thành phần chất xơ cao có khả năng trương nở lên gấp từ tám đến mười lần trong nước và kết dính cặn bã độc hại trong ruột già, tăng lượng phân và nhu động ruột. Ngoài ra, mủ trôm góp phần cải thiện độ mỡ trong máu, tăng cảm giác no và điều tiết lượng đường trong máu ở người thừa cân, béo phì hoặc đái tháo đường. Ngoài ra, mủ trôm có thể làm keo dính dùng dán đế giày, cây gỗ, tranh dán. Làm keo công nghệ y dược, viên nang thuốc tây. Người Việt Nam thường sử dụng mủ trôm, mủ gòn đơn độc hoặc kết hợp với một số thực vật khác như hột é, lười ươi để pha chế thức uống có tác dụng làm mát, giải độc cơ thể.

### Cảnh báo
Mủ trôm không có độc tính. Tuy nhiên, tính mát và nhuận trường, hai ưu điểm của loại mủ này có thể gây ra một số phản ứng phụ. Không sử dụng mủ trôm trong các trường hợp:
- Phụ nữ có thai hoặc đang cho con bú.
- Người có khối u trong ruột.
- Người đang uống thuốc chữa bệnh. Vì nhựa trôm có độ nhớt cao nên sẽ làm tăng nồng độ hấp thu của thuốc vào máu.[2]

### Pha chế
Mủ trôm có thể ăn chung với nước đường cùng các loại sâm khác, nấu chè, nấu thức uống rất đa dạng.

## Tinh dầu trôm
Theo một nghiên cứu tại Việt Nam, hạt trôm chứa hàm lượng lipid tổng số là 52,36%, thành phần axit béo trong dầu hạt trôm gồm axit hexadecanoic (42,15%) và axit octadecanoic (32,65%).